# Neesiochloa barbata
Neesiochloa barbata là một loài thực vật có hoa trong họ Hòa thảo. Loài này được (Nees) Pilg. mô tả khoa học đầu tiên năm 1940.